# Craig Wireless
Craig Wireless est une entreprise canadienne, qui fournit des services audiovisuels et de télécommunications en Amérique du Nord et dans plusieurs autres pays à l'international. La société est historiquement spécialisée dans la distribution de télévision numérique par voie hertzienne. Durant la période récente, elle s'est diversifiée dans la fourniture de services de télécommunications portables et mobiles avec la technologie WiMax.

## Amérique du Nord
Craig Wireless est l'un des plus importants fournisseurs de services de communications sans fil de l'Ouest du Canada où il couvre une population totale de plus de deux millions de personnes.
L'opérateur investit massivement dans l'acquisition et le développement de réseaux basés sur la technologie WiMAX et des licences sans fil et mobiles afférentes au Canada et aux États-Unis. Craig Wireless a notamment l'intention de déployer un nouveau réseau WiMAX basé sur le standard WiMAX IEEE 802.16e-2005 (Rev-e) à Palm Springs, en Californie

## Europe
En partenariat avec Europrom SA, une société locale contrôlée par le groupe Copelouzos, Craig Wireless a acquis en 2005 une licence en Grèce pour la bande de fréquence des 3,5 GHz avec l'accord de l'autorité nationale de régulation des télécommunications (EETT). Le nouveau réseau WiMAX sera le premier réseau commercial WiMAX en Grèce basé sur cette technologie et permettra de proposer des services haut débit dans toutes les zones du pays où l'accès au service large bande est actuellement limité voire inexistant. Craig Wireless a prévu une première phase de déploiement pour les quatre grandes villes que sont Athènes, Thessalonique, deuxième ville du pays, Patras et Héraklion, principale ville de Crète.
Craig Wireless détient également des licences pour exploiter des bandes de fréquence en Norvège.

## Asie Pacifique
Craig Wireless détient des licences pour exploiter des bandes de fréquence en Nouvelle-Zélande.

## Sources
1. ↑  (en) JJR Capital Corp, « Craig Wireless Systems to raise $35M and go public by reverse take over with JJR Capital Corp's affiliate Capital Pool Corporation - SSQ Acquisitions Inc. (TSXV) », CNW Telbec, 25 mai 2007 (consulté le 29 août 2008)
2. ↑  
(en) Société Alcatel-Lucent, « Craig Wireless choisit Alcatel-Lucent pour déployer un réseau WiMAX à Palm Springs, en Californie »(Archive.org • Wikiwix • Archive.is • Google • Que faire ?), Euroinvestor.fr, 1er avril 2008 (consulté le 29 août 2008)
3. 1 2  (en) Craig Wireless, « Craig Wireless Systems Ltd. wins auction for Spectrum and intends to build WiMAX network in New Zealand », Groupe CNW Ltée, 18 décembre 2007 (consulté le 29 août 2008)